# La Fura dels Baus

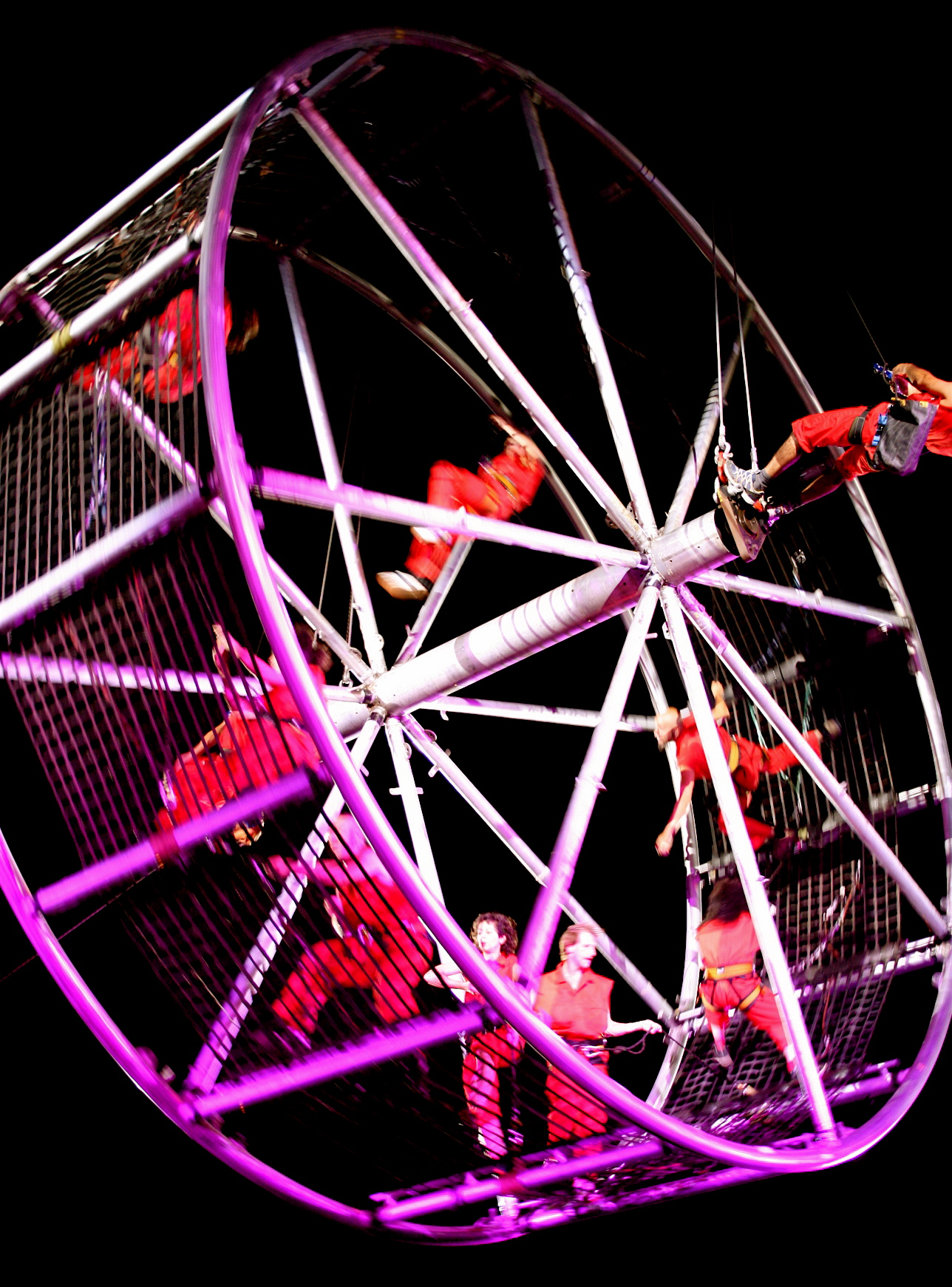
Dreams in Flight – La Fura dels Baus bei der Eröffnung des Singapore Art Festival 2007

La Fura dels Baus (Katalanisch für ‚Das Frettchen von Els Baus‘) ist eine katalanische Theatergruppe. Sie definiert sich selbst als eine urbane Theatergruppe, die szenische und musikalische Wege abseits des Traditionellen erforscht. Dabei versucht die Gruppe, Musik, Bewegung, natürliche und künstliche Materialien, neue Technologien und nicht zuletzt das Publikum in ihre Aufführungen zu integrieren.

## Geschichte
La Fura dels Baus wurde 1979 von Pere Tantinyà, Quico Palomar, Carles Padrissa und Marcel·lí Antúnez in Moià gegründet, verlagerte sich jedoch bald darauf nach Barcelona, wo die Gruppe um Pep Gatell, Jordi Arús, Àlex Ollé, Jürgen Müller, Hansel Cereza und Miki Espuma erweitert wurde.
Im Laufe der 1990er-Jahre erweiterte die Gruppe ihre künstlerischen Projekte unter anderem auf das Sprechtheater, das „digitale Theater“ und die Realisierung von Großereignissen bzw. Events. Erstmals großes Aufsehen erregte La Fura dels Baus mit der Gestaltung der Eröffnungsfeier der Olympischen Sommerspiele 1992 in Barcelona. Später wurde das Ensemble auch für große Werbeaktionen von Pepsi und Mercedes-Benz engagiert.

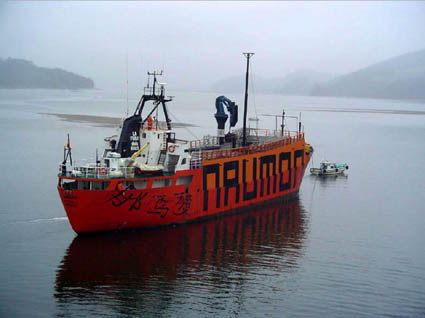
Die Naumon, Schiff und Bühne von La Fura dels Baus

Entsprechend ihrem Grundsatz der aktiven Partizipation der Zuschauer entwickelt La Fura auch Projekte im Internet wie work in progress 97, mit dem in einem digitalen Theater Szenen von verschiedenen Spielorten zusammengefügt wurden.
Mit Atlàntida von Manuel de Falla und Le Martyre de Saint Sébastien (Das Martyrium des heiligen Sebastian) von Claude Debussy wagte sich die Gruppe in die Welt der Oper. La Fura dels Baus inszenierte auch La damnation de Faust (Fausts Verdammnis) von Hector Berlioz an den Salzburger Festspielen 1999.
Im Palau de les Arts Reina Sofía von Valencia inszenierte die Truppe den Ring des Nibelungen von Richard Wagner mit Zubin Mehta am Pult, der von 2007 bis 2009 nach und nach auf die Bühne gebracht wurde und im Juni 2009 komplett auf der Bühne und im Herbst 2009 im Fernsehen (3sat) zu sehen war.
Mit dem Film Faust 5.0 ist La Fura dels Baus schließlich auch ins Kinogeschäft eingestiegen. Des Weiteren ist die Gruppe auch in Tom Tykwers Das Parfum – Die Geschichte eines Mörders in der furiosen Massenorgien-Szene zu bewundern, die wie eine Choreografie einstudiert wurde.
Von den zahlreichen, oft preisgekrönten Inszenierungen der Gruppe sind Accions (1983), Suz/o/Suz (1985), Tier Mon (1988), Noun (1990), Manes (1996), Faust 3.0 (1998), OBS (2000), XXX (2002) sowie Metamorfosis (2005) und Dreams in Flight (2007) zu nennen.
Aktuelle Projekte sind Al-Mariyat Bayyanna, die Eröffnungszeremonie der XV. Mittelmeerspiele in Almería 2005, und Metamorfosis. Auch bei der Einleitung der Duisburger Local Hero-Woche im Rahmen von RUHR.2010 sind La Fura dels Baus mit Global Rheingold aufgetreten.
Im Jahre 2010 wurde an der Mailänder Scala Richard Wagners Oper Tannhäuser unter Zubin Mehta unter Mitwirkung des Ensembles von La Fura dels Baus inszeniert. An den Feierlichkeiten anlässlich der Eröffnung des Musiktheaters Linz beteiligte sich die Gruppe mit dem Spektakulum Ein Parzival zu Musik von Richard Wagner.
Das Theaterkollektiv zeichnete im Jahr 2018 für die Ausrichtung der Linzer Klangwolke in der oberösterreichischen Landeshauptstadt Linz verantwortlich. Die Inszenierung trug den Titel „PAX: Tradition = Revolution“ und zog mehr als 110.000 Besucher in den Linzer Donaupark.
Im Jahre 2019 inszenierte La Fura dels Baus Karl V. in der Bayerischen Staatsoper in München.